# Боровой, Саул Яковлевич
Саул Яковлевич Борово́й (5 ноября 1903, Одесса — 1989) — советский экономист, историк российского и украинского еврейства, специалист по социально-экономической истории XVI—XIX вв.
Один из главных результатов его исследований состоит в том, что он показал: доля евреев в запорожской среде была достаточно значительной — в некоторых случаях они даже выступали как самостоятельные военные еврейско-казацкие отряды.

## Биография
Родился 5 ноября (по старому стилю) 1903 года в семье нежинского мещанина, адвоката Израиля-Янкеля (Якова) Ароновича Борового и Леи (Елизаветы) Давидовны Биллиг. У него была сестра-близнец Марьям. Брат израильского политика Давида Бар-Рав-Хая и писателя и переводчика Льва (Леонида) Борового.
В 1924 году Боровой окончил юридический факультет Одесского экономического института, причём в это же время он учился и на факультете археологии. В 1930 году окончил аспирантуру при Центральной научной библиотеке и успешно защитил диссертацию на соискание учёной степени кандидата педагогических наук («Научная библиотека в современных условиях»), которая в том же году вышла в Киеве отдельной книгой. Впоследствии по совокупности публикаций ему были присвоены степени кандидата исторических и кандидата экономических наук.
Профессиональная деятельность Борового началась с Еврейской академической библиотеки в начале 1920-х годов. Позже он работал в Центральной научной библиотеке и в госархиве; преподавал в различных высших учебных заведениях.
В 1930-е годы сосредотачивается почти исключительно на истории еврейства. Обнаруживает в открытом А. А. Скальковским архиве Запорожской Сечи множество документов на еврейском языке, которые легли в основу его докторской диссертации «Исследования по истории евреев на Украине XVI—XVIII вв.» (1940), защищённой в Институте истории АН СССР. Диссертация состояла из трёх частей — «Евреи в Запорожской Сечи», «Национально-освободительная борьба украинского народа против польского владычества и еврейское население Украины» и «Евреи в Левобережной Украине в XVII—XVIII вв.». Первые две части были опубликованы в журналах «Исторический сборник» и «Исторические записки», а третья осталась неизданной.
В 1934—1977 годах работал профессором Одесского кредитно-экономического института.
В послевоенный период заведовал кафедрой истории народов СССР в Одесском государственном педагогическом институте имени К. Д. Ушинского.
В 1978 году переехал в Москву. Последние исследования С. Я. Борового посвящены гибели одесского еврейства в годы второй мировой войны. Книга воспоминаний учёного (1993) охватывает период от предреволюционных лет до наших дней; в ней показаны деятели еврейской культуры старой Одессы, люди искусства, философы, историки и революционеры.
Всего Боровой опубликовал более 200 работ — статей, книг, глав учебников, статей в справочниках и энциклопедиях, рецензий.
Похоронен в Одессе.
В 2003 году в Одессе широко отмечалась столетняя годовщина со дня рождения С. Я. Борового — в печати появился ряд публикаций, в ноябре состоялась научная конференция «Одесса и еврейская цивилизация», посвящённая его памяти, в Музее истории евреев Одессы ОЦ «Мигдаль» открылась выставка, посвящённая учёному.